# Somali (Schiff, 1938)
HMS Somali (F33/L33/G33) war ein Zerstörer der (zweiten) Tribal-Klasse der britischen Royal Navy. Der bei der Home Fleet eingesetzte Zerstörer brachte 1939 das erste deutsche Handelsschiff im Zweiten Weltkrieg auf. Während des Kampfes gegen die deutsche Besetzung Norwegens wurde die Somali durch die Luftwaffe beschädigt.

Vor allem im Nordmeer eingesetzt, erbeutete das Schiff mehrfach deutsche Schlüsselmittel von Wach- und Wetterschiffen. Am 20. September 1942 torpedierte das deutsche Unterseeboot U 703 die Somali am Geleitzug QP 14; der Zerstörer sank im Schlepp seines Schwesterschiffes Ashanti am 25. September 500 sm vor Island bei schwerem Seegang auf der Position
69° 11′ 0″ N, 15° 32′ 0″ W.

## Geschichte des Schiffes
Das Schiff gehörte zur Nachbestellung von weiteren Schiffen der Klasse im Juni 1936 und wurde am 26. August 1936 auf der Werft von Swan Hunter & Wigham Richardson in Wallsend, Tyne and Wear auf Kiel gelegt, am 24. August 1937 vom Stapel gelassen, und am 12. Dezember 1938 in Dienst gestellt. Die Bauwerft baute mit der Tartar noch einen weiteren Zerstörer der Klasse.

Die Somali war der erste Zerstörer der Tribal-Klasse bei der Home Fleet, für die die „2nd Tribal destroyer flotilla“ gebildet wurde.
Seinen ersten Einsatz hatte das Schiff im Januar 1939 bei einem Besuch in Lissabon zusammen mit dem Unterseeboot Starfish, wo die beiden britischen Kriegsschiffe von über 5000 Menschen besichtigt wurden. Danach verlegte es zu den jährlichen Manövern von Home Fleet und Mittelmeerflotte nach Gibraltar, an denen diesmal über 100 Schiffe teilnahmen. In Gibraltar wurde das Schiff während eines Sturms bei einer Kollision von dem niederländischen Passagierschiff Sibajak (KRL, 12.040 BRT) beschädigt. Nach der Notreparatur in Gibraltar folgte ein Werftaufenthalt in England.

Dann wurde sie wieder das Führerboot der Tribal´s der Home Fleet, deren Flottille jetzt 6. Zerstörerflottille bezeichnet wurde. Vom 3. bis zum 8. Mai besuchte sie mit Ashanti, Eskimo und Matabele Cherbourg.

### Kriegseinsätze

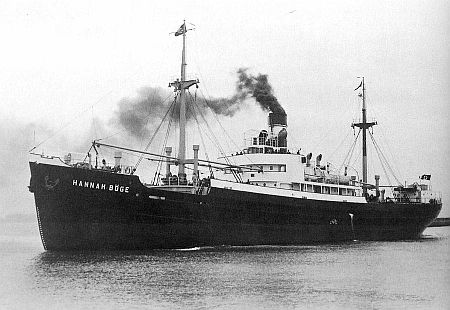
Die erste britische Prise Hannah Böge

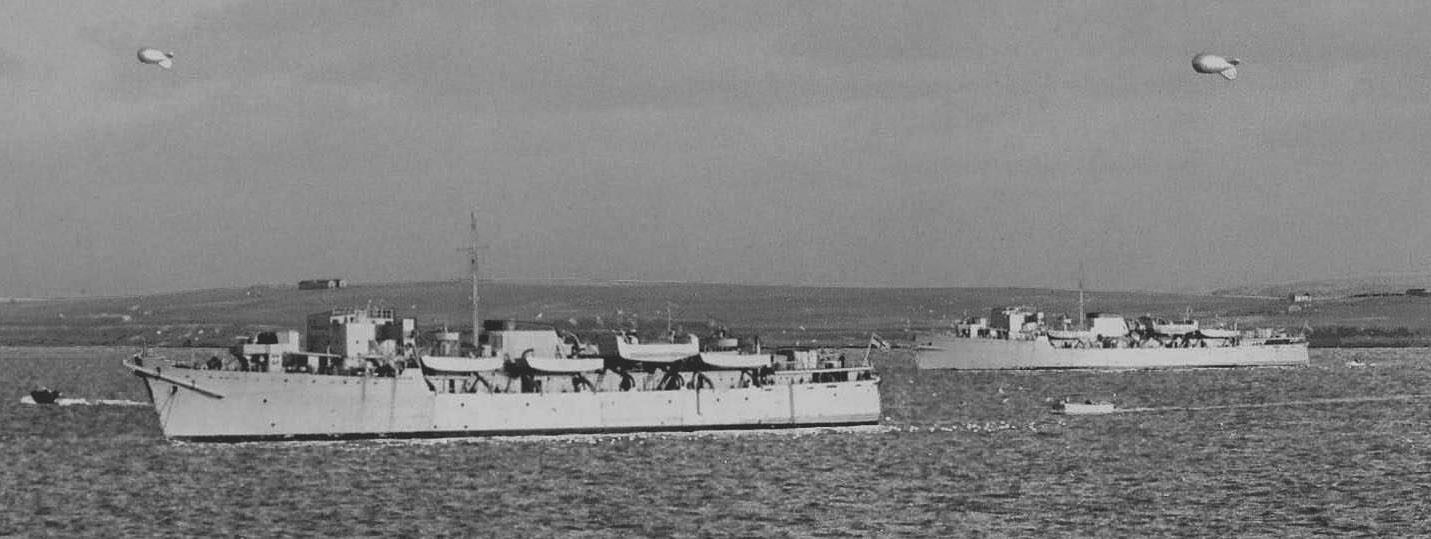
Die beiden als Landungsschiffe eingesetzten niederländischen Kanalfähren

Am 3. September 1939 fing die Somali 350 Seemeilen südlich von Island den deutschen Frachter Hannah Böge (2377 BRT, Reederei Johann M. K. Blumenthal, 1938) ab. Dies war das erste feindliche Handelsschiff, das im Zweiten Weltkrieg als Prise genommen wurde. Als Crown Arun wurde die Hannah Böge am 17. September 1940 durch U 99 versenkt.
Den überwiegenden Teil des Winters 1939/40 war die Somali als Führungsschiff der britischen 6. Zerstörerflottille in Scapa Flow damit beschäftigt, Patrouillen der Home Fleet und Konvois abzusichern. Anfang 1940 musste das Schiff wie viele Zerstörer der Tribal-Klasse in eine Werft, um Probleme mit den Turbinen beheben zu lassen. Im April 1940 war das Schiff wieder im Dienst und nahm an den Kämpfen um Norwegen teil. Am 9. April gehörte sie zu einem neu gebildeten Angriffsverband gegen Bergen mit den Kreuzern Manchester, Southampton, Sheffield und Glasgow und den Schwesterschiffen Gurkha, Sikh, Mohawk, Afridi, Matabele und Mashona und der dazustoßenden Aurora. Der Angriff wurde in Fehleinschätzung der deutschen Stärke abgebrochen, als südwestlich Bergen 47 Junkers Ju 88 des KG 30 und 41 Heinkel He 111 des KG 26 die britischen Schiffe angriffen und den Zerstörer Gurkha versenkten, sowie die Kreuzer Southampton und Glasgow durch Naheinschläge beschädigten. Auch beim Hauptteil der Home Fleet wurden das Schlachtschiff Rodney und der Schwere Kreuzer Devonshire leicht beschädigt. Nur vier Ju 88 wurden abgeschossen. Am 15. Mai 1940 wurde die Somali auf dem Weg von Mo i Rana nach Harstad von einer Fliegerbombe getroffen, die das Schiff unterhalb des Steuerbordankers traf und ein Loch in die Bordwand riss. Die Somali dampfte mit der reduzierten Geschwindigkeit von 10 Knoten zum nächsten Werftaufenthalt und fiel für weitere Einsätze gegen die Deutschen zur Abwehr der Besetzung Norwegens aus, wo zwei Schwesterschiffe verloren gingen und weitere schwer beschädigt wurden.

Am 24. Oktober 1940 war sie wieder vor Norwegen und versenkte dort zusammen mit ihren Schwesterschiffen Matabele und Punjabi das deutsche Wetterbeobachtungsschiff Adolf Vinnen (WBS 5).
Am 21. März 1941 nahm die Somali mit den Schwesterschiffen Bedouin, Eskimo und Tartar sowie dem Zerstörer Legion und den Landungsschiffen Queen Emma und Princess Beatrix (ehemalige niederländische Kanalfähren) mit 500 Mann Kommando-Truppen an der Operation Claymore gegen die Lofoten teil. Das Kommandounternehmen sollte die dortigen Fischereiverarbeitungsanlagen zerstören. Die Handelsschiffe Hamburg (5470 BRT), Felix Heumann (2468 BRT), Pasajes (1996 BRT), Eilenau (1404 BRT), Bernhard Schulte (1058 BRT), Gumbinnen (1381 BRT) und Mira (1152 BRT) wurden versenkt, weitere Fahrzeuge beschädigt. Das norwegische Fischereifahrzeug Myrland (321 BRT) schloss sich dem britischen Verband auf dem Rückmarsch freiwillig an. 213 Deutsche und 12 Norweger wurden gefangen genommen, 314 Norweger gingen freiwillig mit nach England. Die Operation war erfolgreich, neben der Zerstörung aller Ziele gelang es der Somali, vom deutschen Vorpostenboot Krebs Codeunterlagen und eine Walze der Chiffriermaschine Enigma zu erbeuten. Der britischen Aufklärungszentrale Bletchley Park gelang es, über einen geschlossenen Zeitraum und etliche einzelne Tage den deutschen Funkverkehr zu entziffern. Diese Beute war sicher kriegswichtiger als die Zerstörungen, aber der Angriff und die Unterstützung durch die Norweger zwangen die Deutschen, auch mehr Truppen in Norwegen zu belassen.
Im Mai 1941 suchten die Kreuzer Edinburgh, Manchester, Birmingham und der australische Zerstörer Nestor sowie die Tribal´s Bedouin, Eskimo und Somali ein deutsches Wetterschiff, um weitere Schlüsselmaterialien zu erbeuten. Das gesuchte deutsche Wetterbeobachtungsschiff München wurde von der Somali geentert. Der Besatzung der München gelang es, rechtzeitig die Enigma des Schiffs in einem beschwerten Sack über Bord zu werfen und zu versenken. Die Bedienungshandbücher der Maschine sowie wichtige Kodierbücher wurden jedoch an Bord vergessen und ermöglichten den alliierten Kodebrechern einen Durchbruch bei der Entschlüsselung der deutschen Marinecodes.

Später im selben Monat nahm die Somali als Sicherungszerstörer der Rodney mit Tatar und Mashona kurz an der Jagd auf die Bismarck teil, musste wegen Treibstoffmangels zur Basis zurückkehren und nahm so an der Versenkung der Bismarck nicht teil. Auch Tartar und Mashona konnten der Rodney nicht folgen und wurden auf dem Rückmarsch von der Luftwaffe angegriffen; Mashona wurde versenkt. Während eines folgenden Werftaufenthalts wurde die Bewaffnung der Somali verstärkt, der hintere Schornstein gekürzt und Radar installiert. Im August 1941 gehörte die Somali dann zu den Begleitschiffen der Prince of Wales, die mit Winston Churchill an Bord zur Unterzeichnung der Atlantik-Charta nach Neufundland fuhr, wurde aber am dritten Tag entlassen, da sie beim herrschenden Wetter der Geschwindigkeit des Schlachtschiffes nicht folgen konnte.
Ende August sicherte Somali mit Matabele und Punjabi die Fahrt des alten Trägers Argus und des Kreuzers Shropshire nach Archangelsk mit Hawker Hurricanes und RAF-Personal. Der 151. RAF-Wing unterstützte die Verteidigung von Murmansk und bildete russisches Personal an den Maschinen aus. Am 8. Dezember 1941 brachte die Somali unter sowjetischer Flagge den sowjetischen Botschafter in Großbritannien von Invergordon nach Scapa Flow.
Ende Dezember 1941 nahm das Schiff auch am zweiten Commando-Angriff auf die Lofoten (Operation Anklet) teil. Die Royal Navy setzte insgesamt einen Leichten Kreuzer, sechs Zerstörer, drei Minensucher, zwei Landungsschiffe, zwei U-Boote und ein Vermessungsschiff sowie zwei Tanker, einen Transporter und einen Schlepper ein. Dazu kamen noch zwei norwegische Korvetten und zwei polnische Geleitzerstörer. Gelandet wurden 300 Mann, davon 77 Norweger. Am 26. und 27. Dezember 1941 hielten sie die Städte Reine und Moskenes besetzt, um sich dann ohne Verluste mit 32 deutschen Gefangenen und einigen festgenommenen norwegischen Kollaborateuren (Quislinge) sowie 200 norwegischen Kriegsfreiwilligen wieder zurückzuziehen. Die Operation war gegenüber der gleichzeitigen Operation Archery in Vågsøy nur ein Ablenkungsmanöver.
Neben der Unterstützung der Landung ließ die Navy durch die Bedouin die Funkstation in Flakstadøy zerstören und ging mit dem Kreuzer Arethusa und den Zerstörern Somali, Ashanti und Eskimo in den Vestfjord, wo sie die norwegischen Frachter Kong Harald (1125 BRT) und Nordland (725 BRT) kaperten und das Vorpostenboot Vp.5904 (ex Fischdampfer Geier, 145 BRT) versenkten und seine Besatzung gefangen nahmen. Im Kirkefjord vor Anker liegend wurde die Arethusa von der Bombe eines angreifenden Seeflugzeuges am 27. knapp verfehlt, erlitt aber erhebliche Schäden. Dieser Angriff beschleunigte den Rückzug, da der Verband keine eigene Luftsicherung hatte, da man wegen der Lichtverhältnisse nördlich des Polarkreises mit keinen Angriffen aus der Luft gerechnet hatte.
Ab April 1942 wurde die Somali als Begleitschiff bei den Nordmeergeleitzügen eingesetzt. Ab dem 13. Mai sicherte sie mit den Zerstörern Foresight, Forester und Matchless den Rückmarsch des beschädigten Kreuzers Trinidad von Murmansk nach dortiger Notreparatur. Nach erneuten Bombentreffern bei deutschen Luftangriffen übernahm die Somali am 15. die Besatzung des Kreuzers, der dann von der Matchless versenkt wurde. Am 19. erreichte die Somali mit den Überlebenden der Trinidad den Clyde.

### Ende derSomali
Am 20. September 1942 wurde die Somali durch einen Torpedo von U 703 im Maschinenraum getroffen, während sie den Geleitzug QP 14 nach Loch Ewe begleitete. Das Schiff verlor sämtliche Maschinen und wurde nur noch durch das Deck und die Steuerbordseite zusammengehalten. Der U-Jagd-Trawler Lord Middleton übernahm den Großteil der Besatzung. Obwohl die Ashanti versuchte, ihr Schwesterschiff Somali in Sicherheit zu schleppen, sank die Somali vier Tage später am 25. September, nachdem schwerer Seegang die Schäden verschlimmert hatte und sie endgültig zerbrach. Von den noch 102 Mann an Bord konnten nur 35 gerettet werden.
Die Somali war das letzte britische Schiff der Tribal-Klasse, das im Zweiten Weltkrieg verloren ging.